# Arapi na Jadranskom moru
Početkom 9. stoljeća Arapi počinju prodirati u Jadransko more. To su bili, prije svega, pljačkaški pohodi, čiji se vojni značaj mogao jedino očitovati u sprečavanju saveznika ili vazala Bizanta da mu pomognu, Brindizi spaljuju 838.

## Sukobi do 842. godine
Na poziv Bizanta mletački dužd Pietro Tradonico, morao je neposredno nakon neuspjeha protiv Hrvata i Neretvana (839. – 840.) uputi u Tarantski zaljev flotu od 60 brodova protiv arapskog sahiba Kalfüna. Nedoraslo njegovoj floti, Tradonicovo brodovlje je potpuno uništeno.
Poslije toga Kalfün je 841. prodro prema sjeveru, osvojio, opljačkao i zapalio krajem ožujka Osor, zatim Anconu te opljačkao i zapalio sve mletačke brodove koje je sreo na moru. Pri povratku u Sredozemno more, Arapi su s 36 brodova napali i osvojili Budvu, Rose i Donji Kotor, zaprijetili su Dubrovniku, no nisu ga opsjedali.
Sljedeće, 842., Kalfün je doplovio s flotom u Kvarner, kod otoka Suska porazio mletačku flotu, poslije čega se vratio na jug. Da bi došli do uporišta na istočnoj obali Jadrana, odakle se mogao kontrolirati mletački i bizantski pomorski promet, Arapi su 866. flotom prišli Dubrovniku i opsjeli ga. Bizant je protiv njih uputio flotu od 100 helandija pod zapovjedništvom admirala (drungara) Niketasa Ooryphasa. Na vijest o dolasku flote Arapi su napustili opsadu i poslije 15 mjeseci otplovili iz Jadrana.

## Opsada Barija 871. godine
Radi istjerivanja Arapa iz Jadranskog mora bizantiski car Bazilije I. (Basíleios) sklopio je savez s franačkim carem Ludwigom II., koji je namjeravao Arapima oduzeti Bari. Zbog nesloge saveznika pred Barijem, bizantska flota je s brodovima svojih saveznika i vazala napustila opsadu. Na poziv Ludwiga II. pod Bari je s flotom i vojskom doplovio hrvatski knez Domagoj i pomogao mu da 2. veljače 871. osvoji grad. Da se osvete Hrvatima, Arapi 872. prodiru u Jadran i pljačkaju neke dalmatinske gradove i otok Brač.

## Kasniji prodori
Kasniji pohodi Arapa u Jadransko more odvijali su se u vidu povremenih pojedinačnih prepada. Tako su 879. doprli pred Veneciju, napali Grado, a zatim i papinski Comacchio. Zbog toga je Venecija, pretpostavlja se, sklopila sporazum s Hrvatima i Neretvanima i obavezala se da im plaća godišnji danak za slobodnu plovidbu Jadranom. U 10. stoljeću u periodu najveće snage hrvatske države, posebno pomorske moći, u vrijeme Tomislava i prvih nasljednika nije zabilježen niti jedan arapski pohod u Jadransko more.
U ratu protiv Arapa 1032. Dubrovnik je sudjelovao samo kao bizantski vazal i izvan jadranskih voda. Kada su u drugoj polovici 11. stoljeća Normani oduzeli Arapima Siciliju i kada su pokrenuti križarski ratovi, nestala je u Jadranskom moru svaka opasnost.

## Posljedice
U konačnici, prodori Arapa u Jadransko more trajali su s prekidima puna dva stoljeća. Opljačkano je i uništeno mnogo dobara i veliki dio primorskog stanovništva odveden u roblje. Prodavani su po cijelom Sredozemnom moru, naročito u Kordobskom kalifatu gdje su muškarce rado uzimali u vojsku i kao gardu. Arapi, koji su za primorje Sredozemnog mora bili donekle i nosioci kulture te znanosti, za jadransko primorje predstavljali su se samo kao gusari.